# النا لاپونوا
النا لاپونوا (اوکراینی: Олена Павлівна Лапунова؛ زادهٔ ۱ اکتبر ۱۹۸۰) ورزشکار ورزش شنا اهل اوکراین است.